# Ig Henneman
Ig Henneman (* 21. Dezember 1945 in Haarlem) ist eine niederländische Bratschistin und Komponistin, die im Bereich des Jazz und der improvisierten Musik tätig ist. 
Henneman studierte Violine und Bratsche an den Konservatorien von Amsterdam und Tilburg. Sie begann ihre musikalische Laufbahn als Violaspielerin in einem Symphonieorchester. Dann gründete sie 1979 die Rockband FC Gerania, für die sie auch komponierte. Daneben spielte sie von 1982 bis 1985 in Nedly Elstaks Improvisationsgruppen Several Singers and a Horn und in dessen Paradise Regained Orchestra. Ab 1985 begann sie, ihre eigenen Gruppen im Umfeld des Jazz und der improvisierten Musik zu leiten und für diese Bands zu komponieren.

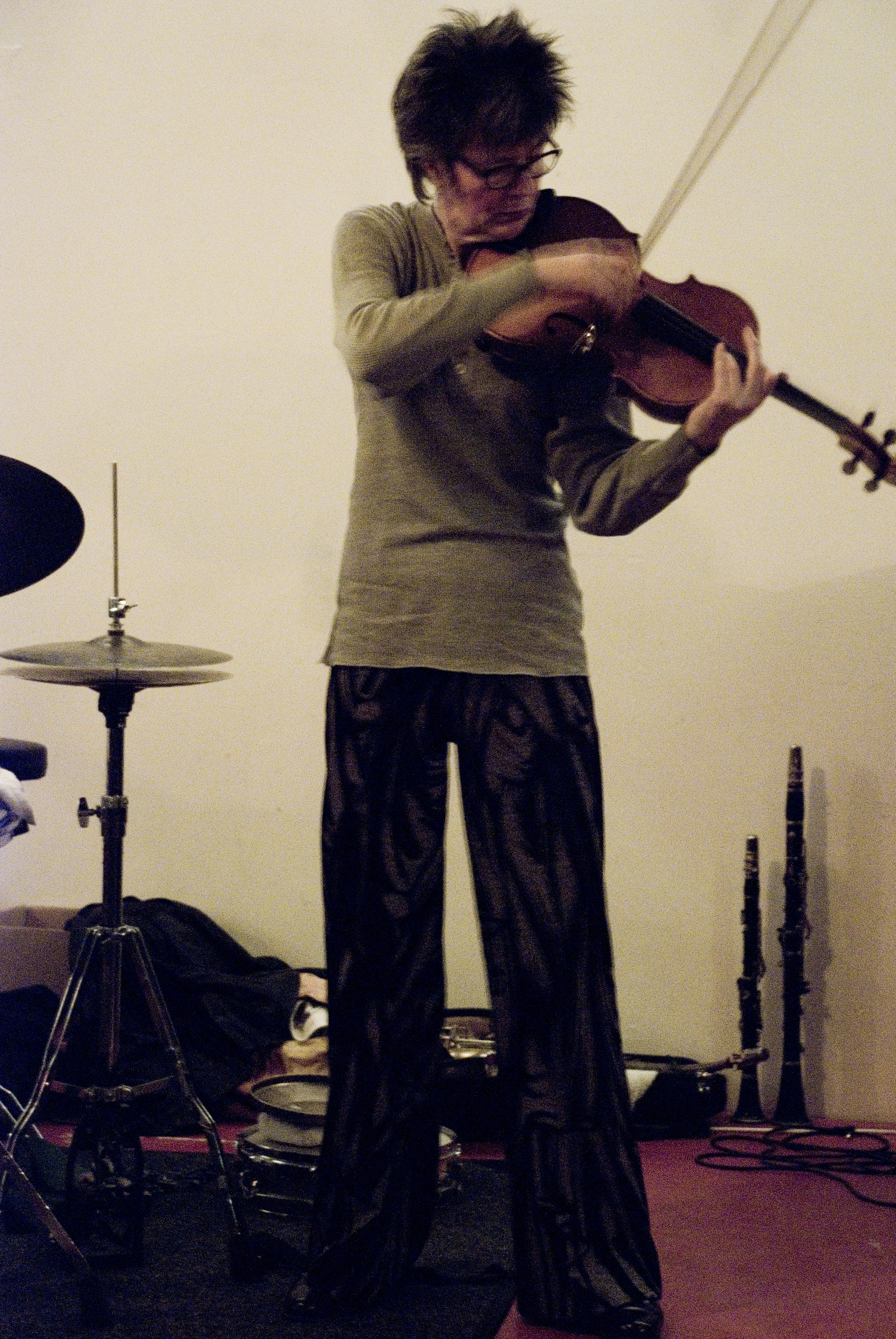
Ig Hennemann, 2007

Sie arbeitete u. a. mit Wolter Wierbos, Peggy Lee, Annemarie Roelofs, Wilbert de Joode, Ab Baars, Misha Mengelberg, Theo Jörgensmann, Tristan Honsinger, Mary Oliver, Roswell Rudd, Han Buhrs und Mark Helias. Gemeinsam mit der Holzbläserin Lori Freedman und der Pianistin Marilyn Lerner bildet sie das Queen Mab Trio, mit dem sie zwei Alben aufgenommen hat und auf dem Festival International de Jazz de Montréal und weiteren internationalen Festivals aufgetreten ist.
Sie schrieb Kompositionen für das Metropole Orkest, Orkest De Volharding, Resedentie Orchestra und andere. Ihr Lebensgefährte ist der niederländische Klarinettist und Saxophonist Ab Baars, mit dem sie auch die WIG-Stiftung leitet.

## Diskografie (Auswahl)
- Ig Henneman Quintet In Grassetto (1991)
- Ig Hennemann Tentet Repeat that, repeat (1995)
- Ig Henneman Tentet Indigo (1998)
- Ig Henneman String Quartet Piazza Pia (2004)
- Queen Mab Trio: Thin Air, 2006
- Collected (1991–2010)
- Live @ The Jazz Happening Tampere (Relative Pitch Records, 2016), mit Ingrid Laubrock, Mary Halvorson, Tom Rainey
- Ig Henneman, Jaimie Branch, Anne La Berge: Dropping Stuff and Other Folk Songs (Relative Pitch Records, 2020)